# Flavius Ricimer
Flavius Ricimer (kb. 405 – 472. augusztus 18.) szvév törzsfőnök, római hadvezér, magister militum, majd a megbuktatott római császár helyett kormányzó. Apja Rechila, a későbbi szvév király, anyja Wallia nyugati gót király egyik leánya.
I. Hermeneric szvév király és Wallia uralkodása alatt a szvév és nyugati gót királyság jó viszonyban volt egymással, ezt jelzi a két uralkodóház közti házasság. Wallia utódai alatt, 418 után azonban a kapcsolat megromlott, háborús helyzet alakult ki. Ricimer ezért belépett a római hadseregbe, családostul Rómába költözött – felvette a Flavius nevet is –, mivel a Római Birodalom ellenséges viszonyban volt a nyugati gót királysággal. A nyugati gótokkal szembeni szövetséget szolgálta, hogy nővére feleségül ment Gunderich burgund királyhoz, és Ricimer feleségül vette Gunderich egyik testvérét.
Avitus római császár idején a legmagasabb katonai rangba emelkedett, majd megbuktatta Avitust. A Nyugatrómai Birodalomban azonban ekkoriban az ariánusok olyan kisebbségben voltak, hogy saját maga nem ülhetett trónra. Barátja, Maiorianus császárrá tételéig Róma teljhatalmú ura, majd Maiorianus halála után egy másik barátját, Libius Severust ültette a trónra. Severus azonban alig négy év után meghalt (465), és Ricimernek el kellett tűrni, hogy a keletrómai császár, Leó akarata szerint Anthemius üljön a trónra – Leó 458-tól többször még római consul is volt. Ennek fejében feleségül vette Anthemius leányát. Ezekben az időkben is sikerrel vívta Róma harcait a keleti gótok, az alánok és vandálok ellen. 459-ben consulságot is viselt.
472-ben azonban apósa ellen hadsereget gyűjtött és több hónapi ostrom után, 472. július 11-én bevette Rómát. Anthemiust kivégeztette, és helyette Olybriust ültette a trónra. Ricimer hamarosan meghalt, így Olybrius támogató nélkül maradt és nem sokáig viselhette a császári bíbort. A hadsereget ugyanis unokaöccsére, Gundobadra bízta, aki 473-ban megörökölte a burgund trónt és hazatért.